# Aliens: Colonial Marines
Aliens: Colonial Marines è un videogioco sparatutto in prima persona sviluppato da Gearbox Software e pubblicato da SEGA per Microsoft Windows, Xbox 360 e PlayStation 3,  il 12 febbraio 2013. Il gioco è il secondo titolo di Alien prodotto da SEGA, dopo Aliens: Infestation, pubblicato nel 2011 per Nintendo DS.
Colonial Marines si svolge 17 settimane dopo gli eventi del film Aliens - Scontro finale. L'equipaggio armato fino ai denti della USS Sephora viene spedito in missione di ricerca e soccorso al fine di indagare e scoprire cosa è avvenuto alla USS Sulaco e al suo rispettivo commando di marines. Il giocatore impersona uno dei militari della Sephora, il caporale Winter, e segue le vicende di quest'ultimo nella sua disavventura che lo porterà a scontrarsi con gli Xenomorfi. Allo scopo di sopravvivere il giocatore ha a disposizione un vasto arsenale, differenziato e potenziabile, oltre che il supporto dei compagni di squadra, muovendosi in diverse ambientazioni, da corridoi stretti a luoghi più aperti.
Inizialmente previsto per gli anni 2000, il videogioco ha subito uno sviluppo molto travagliato, durato oltre un decennio, che ha visto alternarsi cambi di sviluppatore e di piattaforme con problemi riguardo alle tempistiche di realizzazione. Il suo sviluppo è stato infine portato a termine dopo quasi sette anni di lavori, da Gearbox Software.
Uscito nel 2013, il gioco ha ricevuto un'accoglienza generalmente negativa, essendo particolarmente criticato per la sua trama non soddisfacente, la mancanza di atmosfera, la scarsa intelligenza artificiale dei PNG e la sua computer grafica datata.

## Trama
La storia si apre con il video di richiesta d'aiuto su LV-426 da parte del caporale Dwayne Hicks a seguito dell'operazione di ispezione che è fallita clamorosamente, costando la vita a tutti i Marines coloniali inviati, fatta eccezione per Hicks, Ripley, Newt ed il danneggiato Bishop.
Circa 17 settimane dopo una nave di classe militare, la USS Sephora al comando del capitano Cruz, raggiunge l'orbita della Luna dove è stata rinvenuta la USS Sulaco, disabitata e alla deriva: ciò desta molti sospetti poiché essa era programmata per il rientro automatico sulla Terra, e l'ultima volta era stata avvistata in orbita al pianeta-prigione Fiorina 161 (dove si svolgono le vicende di Alien 3): due squadre di marine sono già state inviate ad ispezionare la nave, subendo gravi perdite da aggressori sconosciuti. Il caporale Winter viene inviato come supporto ai Marines, ma scopre fin troppo presto che la nave è infestata da centinaia di Xenomorfi. Il Caporale libera il sergente Keyes intrappolato dai parassiti alieni e recupera la scatola nera della Sulaco, ma mentre tornano sulla Sephora Keyes viene ucciso da un Chestburster uscito dal suo corpo mentre in preda ad un attacco isterico si fa implodere con una granata, distruggendo il ponte fra le due navi: Winter e il rude soldato O'Neal si salvano a stento tornando sulla Sulaco.
I due superstiti si dirigono verso la sala comandi per aprire le porte e lasciar passare una navetta di rinforzi guidati dal sottotenente Reid, ma improvvisamente alcuni mercenari, pagati dalla compagnia Weyland-Yutani, di colpo attaccano i Marines e prendono il controllo della Sephora, che inizia a bombardare la Sulaco: opponendo una dura resistenza ai mercenari, i Marine superstiti si spostano sulla Sulaco e Winter e O'Neal salvano la ragazza di quest'ultimo, Bella. Durante l'attacco, il reattore della Sephora viene colpito e fatto esplodere, distruggendo anche la Sulaco, nonostante il tentativo di Winter e degli altri a bloccare i cannoni della nave; i Marines sono costretti ad una rapida evacuazione che si conclude con un fortunoso atterraggio sulla Luna, proprio nei pressi dell'ormai disabitata colonia Hadley's Hope, che non è del tutto priva di Alieni, nonostante l'esplosione del reattore. Degli oltre quattrocento Marines della Sephora se ne salvano non più di cento, sparsi nella colonia.
Bella apprende da Bishop (un androide uguale al Bishop della Sulaco ma con ricordi diversi) che è stata infettata e nel giro di qualche ora morirà. Cruz ordina a lei, Winter e O'Neal di recuperare i superstiti della nave: alla squadra si unisce anche Reid sebbene entri successivamente in contrasto con loro, mentre Cruz e Bishop si barricano nella colonia, vicino dove si erano asserragliati Ripley e i Marines tempo prima. Cruz acconsente infine di mandare in missione suoi soldati nella struttura dove la Weyland Yutani compie gli esperimenti per far curare Bella, a patto che successivamente salvino un ostaggio tenuto prigioniero lì. Sfortunatamente, appena arrivati, O'Neal apprende da un medico della compagnia che non vi è alcun modo di rimuovere l'embrione dal corpo di Bella e, anche se venisse rimosso, la placenta formatasi all'interno dilagherebbe dentro di lei come un cancro. Ormai sfinita, Bella fa promettere ad O'Neal che salverà l'ostaggio che Cruz gli ha affidato e poco dopo muore. Winter e O'Neal si dirigono quindi alla ricerca del prigioniero.
Addentrandosi, i due Marines scoprono che la Compagnia sta allevano una nuova generazione di Xenomorfi, tra cui una nuova Regina. Per poter liberare il prigioniero, spengono la corrente nella struttura, causando l'invasione dei parassiti (entreranno anche senza saperlo nell'astronave degli Ingegneri). Dopo essere fuggiti su un blindato, tornano alla colonia e scoprono che l'ostaggio era il caporale Hicks, unico superstite della Sulaco, interrogato e torturato dalla Weyland per avere informazioni. Dopo aver resistito ad un'ondata di Xenomorfi, il caporale li avverte che i mercenari hanno intenzione di abbandonare per sempre il pianeta, portando con sé la nuova Regina. Cruz ordina quindi di attaccare la nave di trasporto e poter tornare a casa, vendicando i compagni morti e catturando Michael Weyland, il responsabile del disastro.

## Modalità di gioco
In Colonial Marines il giocatore impersona e vede attraverso gli occhi di Christopher Winter, un marine spaziale. Nei panni di quest'ultimo è possibile muoversi in tutte le direzioni, correre, scattare e inginocchiarsi.
Trattandosi di uno sparatutto in prima persona l'utilizzo di armi da fuoco è richiesto e necessario allo scopo di combattere ed abbattere i nemici alieni, e non, nelle svariate ambientazioni del gioco. Le armi, che spaziano da leggere a pesanti, possiedono una funzione di fuoco primario e secondario, differente a seconda del tipo di arma. È possibile equipaggiare due armi principali, e una di riserva; oltre a questo il giocatore può anche dotarsi di granate. Per aumentare la precisione è possibile utilizzare gli organi di mira direttamente montati sulle armi e potenziare queste ultime per aumentarne le caratteristiche. Allo scopo di supportare il fuoco sostenuto delle armi, e di vedere più chiaramente gli spazi bui, il marine ha in dotazione anche una torcia.
Il giocatore può interagire con l'ambiente nel corso del gioco ed eseguire azioni come prendere oggetti o aprire porte – analogamente a quanto accadeva nel film alcune di queste possono essere saldate o dissaldate. Un particolare strumento molto avanzato, il "Rilevatore di movimento" – presente anche nei film – può essere utilizzato in modo analogo ad una bussola computerizzata: è in grado infatti di visualizzare forme di vita alleate, ostili e gli attuali obiettivi della missione.
Il marine ha a disposizione una corazza, rappresentata da una barra, che può proteggerlo dagli attacchi più aggressivi, ma che con l'uso va via via deteriorandosi e necessita di essere continuamente ripristinata trovando pezzi in giro per le ambientazioni. I punti ferita vengono invece rappresentati da tre barre che calano quando il giocatore subisce danni: solo l'ultima barra è in grado di autorigenerarsi a patto che nessun danno venga subito nel processo. Per ottenere nuovamente tutte e tre le barre di salute è necessario raccogliere kit di pronto soccorso.
L'HUD visualizza in basso a sinistra la quantità di corazza residua e i punti ferita. In basso a destra, invece, è visualizzata la quantità di munizioni disponibili.

## Sviluppo
(Aliens: Colonial Matines – manuale di istruzioni)
Il primo gioco a cui fu dato il titolo Aliens: Colonial Marines era in sviluppo da Check Six Games e avrebbe dovuto essere pubblicato da Fox Interactive ed Electronic Arts su PlayStation 2 nel 2001; tuttavia i lavori vennero annullati prima della sua pubblicazione. Al suo posto venne concettualizzato uno sparatutto in prima persona più tradizionale, una nuova visione del progetto, molto più simile alla futura versione finale che sarebbe stata poi sviluppata da Gearbox Software. La sua trama doveva essere collocata tra gli avvenimenti di Aliens - Scontro finale e Alien 3, riguardante un gruppo di salvataggio composto da marines coloniali alla ricerca della USS Sulaco. Nonostante le somiglianze col prodotto finito, Gearbox avrebbe affermato che il loro gioco non era direttamente correlato alla versione preliminare e concettuale.
L'11 dicembre 2006, SEGA annunciò di aver acquistato i diritti del franchise di Alien, per la creazione di esperienze ludiche, dalla 20th Century Fox. Il 15 dicembre, Gearbox e SEGA annunciarono di essere al lavoro su un gioco completamente nuovo basato sul franchise. Nel febbraio 2008, il titolo del gioco è stato ufficialmente annunciato come Aliens: Colonial Marines; pseudonimo "Pecan" durante lo sviluppo.
Il team di sviluppo incontrò grandi difficoltà nel rielaborare i veicoli e gli scenari del film, dovendo utilizzare i disegni originali per ricreare l'esterno e l'interno della "USS Sulaco" e del veicolo "LV-426". Il disegnatore Syd Mead, che aveva lavorato su Aliens, venne ingaggiato per ideare e disegnare aree della Sulaco che non sono mai apparse nel film, ma che sarebbero state utilizzate nel gioco. Nonostante il work in process, nel novembre 2008, alcune divulgazioni rivelarono che Aliens: Colonial Marines era stato rimandato, presumibilmente a causa di licenziamenti all'interno di Gearbox Software; tuttavia il presidente della software house, Randy Pitchford, affermò con convinzione che lo sviluppo del gioco era ancora in corso.
SEGA confermò i ritardi nello sviluppo, ammettendo che il gioco dedicato ad Alien, più vicino alla pubblicazione, sarebbe stato Alien vs. Predator di Rebellion Developments.
Al Penny Arcade Expo 2010, Gearbox mostrò cinque nuovi screenshots e dichiarò che il gioco era ancora una massima priorità. All'inizio di giugno 2011, Gearbox presentò un trailer ed annunciò ufficialmente che Colonial Marines sarebbe stato presentato all'Electronic Entertainment Expo 2011, con una finestra di lancio proiettata alla primavera del 2012. Alla Gamescom 2011, invece, venne reso pubblico che il gioco avrebbe utilizzato il motore grafico Unreal Engine versione 3, di Epic Games; Pitchford ammise però che il sistema di illuminazione dinamica e self-shadowing era proprietà di Gearbox, sviluppato col nome di "Red Ring".
Il 26 gennaio 2012, SEGA decise di ritardare ulteriormente il gioco, spingendo la data di pubblicazione ad autunno dello stesso anno. Il 21 maggio 2012, Gearbox annunciò la pubblicazione del gioco al 12 febbraio 2013 su Microsoft Windows, PlayStation 3 ed Xbox 360; anche una versione concepita ad hoc per Wii U sarebbe stata pubblicata, ma più avanti nel corso del tempo.
Randy Pitchford spiegò che i ritardi nella pubblicazione vennero decisi per includere diversi attori del film Aliens - Scontro finale, nel gioco. Pitchford rivelò che gli attori Michael Biehn (caporale "Dwayne Hicks") e Mark Rolston (soldato "Mark Drake") avevano ripreso i loro ruoli; anche Lance Henriksen (l'androide "Bishop") tornò ad impersonare un altro modello del robot originale. William Hope (tenente "Gorman") avrebbe dovuto interpretare un nuovo personaggio chiamato "T. Shannon", ma non poté partecipare al progetto. Anche uno dei marines di Scontro finale, "Trevor Wierzbowski", riappariva nel gioco, ma non venne interpretato dall'attore del film.
Il 5 aprile 2013, SEGA confermò che la versione di Colonial Marines per Wii U era stata cancellata e non era più in sviluppo.

## Colonna sonora
La colonna sonora di Aliens: Colonial Marines è stata composta da Kevin Riepl.
Riepl è stato fortemente influenzato dal lavoro di Jerry Goldsmith in Alien e di James Horner in Aliens - Scontro finale. La colonna sonora è composta da 29 tracce e venne registrata presso gli studi Ocean Way Recording di Nashville in Tennessee.

## Espansioni e varianti

### EdizioniLimitedeCollector's
Oltre alla standard, due versioni alternative del gioco sono state pubblicate.
L'edizione "Limited" contiene contenuti digitali: un'arma bonus, il lanciafiamme "M240" originale, utilizzato da Ellen Ripley, e 4 personaggi esclusivi per il multigiocatore, ovvero i marines "Apone", "Hicks", "Hudson" e "Drake".
L'edizione "Collector's" invece contiene una confezione a forma di alveare alieno, una action figure ed un manuale dedicato "United States Colonial Marines". Il contenuto digitale invece, che comprende anche quello della "Limited", presenta il fucile al plasma "XM99A", le granate elettroshock "G2" e il livello bonus "Academy USCM".

### Contenuti scaricabili
Colonial Marines ha ricevuto un corposo supporto successivo al lancio, composto di ben quattro espansioni.
La prima, "Bug Hunt", è stata pubblicata il 19 marzo 2013: si tratta di una modalità "arena" affrontabile in cooperativa, che comprende tre mappe diverse, dove i giocatori devono sopravvivere a trenta ondate di alieni e mercenari della Weyland-Yutani, sempre più agguerriti. La seconda espansione, denominata "Reconnaissance", è invece stata pubblicata il 2 maggio: include quattro nuove mappe per la modalità multigiocatore e nuove caratteristiche per i personaggi.
La terza espansione, "Movie Map", è stata pubblicata l'11 giugno ed aggiunge mappe multigiocatore in diverse modalità che riprendono le ambientazioni classiche di Alien, ovvero il pianeta "Florina 161", il relitto della "Sulaco" e l'astronave "Nostromo" del primo film.
La quarta e ultima, nonché unica espansione per il giocatore singolo, "Stasi Interrotta", è stata pubblicata il 23 luglio. La trama vede Lisbeth Hutchins, e i suoi compagni,  indagare sul motivo per cui la loro nave, "USS Legato", ha cambiato rotta per intercettare la "Sulaco" abbandonando l'orbita del pianeta LV-426.

### ModACM Overhaule bug nel codice
Oltre al supporto di Gearbox per rimediare alle mancanze del gioco dove possibile, come i numerosi bug, la comunità del fandom si è messa all'opera in proprio per migliorare esponenzialmente il gioco. Frutto di questo lavoro è stata la mod ACM Overhaul, pubblicata il 4 aprile 2016, realizzata dall'utente Templar GFX. I potenziamenti apportati al gioco sono svariati: la reattività dell'intelligenza artificiale è stata aumentata del 1000%, tanto da dover ridurre la salute di un comune xenomorfo per controbilanciare l'alta aggressività, altri miglioramenti sono stati apportati anche al comportamento dei nemici umani, alle animazioni dei corpi, al motore fisico, al sistema di illuminazione, al sistema particellare e agli shader.
Largamente acclamata dal pubblico di appassionati, la mod è stata definita: «Giocare Colonial Marines come avrebbe dovuto essere: ben bilanciato, elettrizzante, ricco di suspense e soprattutto divertente». "ACM Overhaul" è stata premiata con il terzo posto della categoria "Best Overall" del premio Editors Choice - Mod of the Year 2016.
Nell'ottobre 2017, un modder ha rivelato un errore tipografico nel codice sorgente del gioco che, una volta corretto, produceva un evidente miglioramento dell'intelligenza artificiale dei nemici.

## Accoglienza
| Testata                            | Giudizio |
| ---------------------------------- | -------- |
| Metacritic (media al 16-1-2018)    | 45/100   |
| GameRankings (media al 30-11-2018) | 37,91%   |
| Electronic Gaming Monthly          | 9/10     |
| Multiplayer.it                     | 6,8/10   |
| Eurogamer                          | 6/10     |
| POM (UK)                           | 6/10     |
| Edge                               | 5/10     |
| GameSpot                           | 4,5/10   |
| IGN                                | 4,5/10   |
| Game Informer                      | 4/10     |
| Destructoid                        | 2,5/10   |
| Engadget                           | 1/5      |
| PC Gamer                           | 48/100   |

Aliens: Colonial Marines ha ricevuto un'accoglienza quasi totalmente negativa da parte della stampa specializzata e del fandom. Sugli aggregatori di recensioni, Metacritic e GameRankings, il gioco possiede un punteggio rispettivamente di 45/100 e 37%; essendo ritenuto perciò tra i peggiori titoli dedicati ad Alien e, più generalmente, della storia dei videogiochi.
La maggior parte delle critiche riguardano: una trama non incisiva ed una mancanza generale di atmosfera, l'elevato numero di bugs e una pessima intelligenza artificiale dei PNG, una grafica datata e una modalità di gioco non completamente ben equilibrata. IGN ha bocciato il gioco facendo leva proprio su questi suoi difetti, criticando anche la componente multigiocatore, e definendo Colonial Marines: «Un gioco senza ispirazione e senza rifiniture, e non un degno sequel di Aliens - Scontro finale». Severo è stato anche il giudizio di Game Informer che, oltre a ribadire i già citati difetti, ha ammesso: «Rimuovendo il nome "Alien" dal titolo, quello che rimane è solo uno sparatutto senza motivo di esistere».
GameSpot ha definito interessante la modalità multigiocatore ma, come le altre pubblicazioni, ha ribadito i gravi problemi, tecnici o meno, che il gioco possiede; «Ecco il problema più grosso di Colonial Marines: i nemici arrivano e il giocatore li abbatte facilmente. Ancora e ancora» ha spiegato nella recensione. Edge ha concesso quasi una sufficienza al gioco, ma lo ha comunque definito «rigido, vuoto e datato».
PC Gamer ha descritto il gioco come «profondamente deludente» ed ammesso che: «Ci sono migliori sparatutto e migliori giochi di Alien in circolazione». Engadget ha affibbiato al titolo un parere totalmente negativo, dichiarando che: «Colonial Marines non è deludente a causa delle aspettative tradite, è deludente perché si è rivelato un clamoroso disastro».
Tra le pubblicazioni che hanno concesso a Colonial Marines un punteggio dalla sufficienza in su vi è PlayStation Official Magazine UK, che ha ammesso: «Se Borderlands 2 è il punto più alto di Gearbox, e Duke Nukem Forever, il suo punto più basso, Colonial Marines sta nel mezzo». Voto analogo è stato conferito da Eurogamer.it che ha giudicato il gioco «un'esperienza discretamente divertente, per quanto difettoso e limitato nella realizzazione tecnica». Multiplayer.it è stata molto più clemente nei confronti del titolo; «Il gioco ha del potenziale e non è "scriptato" come alcuni recenti FPS, ma allo stesso tempo soffre per via di mancanze tutt'altro che marginali» recita la recensione.
L'unico parere estremamente positivo nei confronti del gioco è stato quello di Electronic Gaming Monthly – il più alto in assoluto – che ha definito Colonial Marines: «Più di un semplice atto d'amore nei confronti della serie cinematografica [...] Una delle migliori esperienze ludiche in cooperativa e basate su una trama».

### La diatriba tra Jim Sterling e Randy Pitchford
Emblematica è stata la recensione di Jim Sterling, su Destructoid, con il punteggio più basso affibbiato al gioco da una pubblicazione autorevole. Sterling si è dedicato personalmente all'indagine e alla divulgazione riguardo a svariati retroscena e a riflessioni che avrebbero preso nel mirino Gearbox Software ed il suo presidente ed amministratore delegato Randy Pitchford. Le critiche di Sterling si dirigevano in particolare su argomenti quali: le problematiche di sviluppo e la gestione del denaro per il progetto, l'incapacità da parte di Pitchford di accettare le critiche al gioco e l'abbassamento di qualità del prodotto finito rispetto agli svariati trailer diffusi prima del lancio. Sterling, seguito poi da altre pubblicazioni, sollevò dubbi riguardo alla paternità di Gearbox del progetto, affermando che secondo alcune fonti il gioco avrebbe subito anche un importante contributo da TimeGate Studios e Demiurge Studios – un impiegato della stessa TimeGate, in forma anonima, avrebbe poi lamentato la pessima gestione dei lavori da parte di Gearbox.
Molte critiche arrivarono nei confronti di Gearbox, accusata di non aver garantito la qualità finale del gioco che aveva tanto decantato con numerosi trailer ed immagini e che mostravano chiaramente una computer grafica più avanzata e un maggiore livello di dettaglio generale, pregi questi poi venuti a mancare. Lo stesso Sterling portò alla luce ulteriori dichiarazioni che mostravano di come lo sviluppo del gioco fosse stato rimandato e messo da parte in favore di Borderlands e Borderlands 2, che ricevettero la maggior parte del sostentamento economico e delle rifiniture. Gearbox avrebbe emarginato e rimandato lo sviluppo di Colonial Marines così a lungo, che SEGA sarebbe stata sul punto di un provvedimento legale, portando così la software house a terminare i lavori sul gioco nelle sue precarie ed insoddisfacenti condizioni.
Inoltre Sterling fece notare di come, stranamente, alcuni account Twitter – creati praticamente al lancio di Colonial Marines – rivolgevano elogi e complimenti al videogioco, venendo messi in risalto da Pitchford; successivamente quest'ultimo venne accusato da Sterling di non essere in grado di accettare critiche e di discriminare chiunque non avesse gradito il gioco. Pitchford negò tutte le accuse e le voci riguardo a queste controversie e finì per prendere in antipatia Sterling, accusandolo di rivolgere accuse infamanti, e bloccandolo dal suo account Twitter.

### Vendite
Colonial Marines ha debuttato alla prima posizione nelle vendite nel Regno Unito, su ogni piattaforma, nonostante l'accoglienza negativa. Secondo alcune analisi è stato il più grande lancio del 2013 nel Regno Unito, davanti a Dead Space 3. Negli Stati Uniti d'America, il gioco ha debuttato alla posizione numero sei nella classifica delle vendite.
Al 31 marzo 2013, come confermato da SEGA, Aliens: Colonial Marines ha venduto un totale di 1.31 milioni di copie tra Stati Uniti ed Europa.